# جوائز أكاديمية الأيقونات الذهبية للأفلام
جوائز أكاديمية الأيقونات الذهبية للأفلام (بالإنجليزية: Golden Icons Academy Movie Awards)‏ هي جائزة سنوية للأفلام مخصصة للشتات الأفريقي، تُمنح لمكافأة المساهمات البارزة في صناعة السينما الأفريقية. عقدت الطبعة الأولى في هيوستن، تكساس، الولايات المتحدة. أقيم الحفل الأخير في مسرح ستافورد سنتر للفنون المسرحية في 19 أكتوبر 2013. كان أحدث حفل النسخة الرابعة التي أٌقيمت في الولايات المتحدة، ولم يُقم حفل توزيع الجوائز في عام 2016. 

## الفئات
- أفضل صورة متحركة
- أفضل دراما
- أفضل تصوير سينمائي
- أفضل كوميديا
- أفضل زي
- الممثلة الواعدة (أفضل ممثلة جديدة)
- أفضل ممثلة
- أفضل ممثلة مساعدة
- أفضل ممثل واعد (أفضل ممثل جديد)
- أفضل ممثل
- أفضل ممثل مساعد
- أفضل مخرج
- أفضل سيناريو أصلي
- أفضل صوت
- منتج العام
- أفضل موسيقى تصويرية أصلية
- أفضل فيلم شتات

## روابط خارجية
- الموقع الرسمي
- الأيقونات الذهبية على موقع يوتيوب